# Море Росса

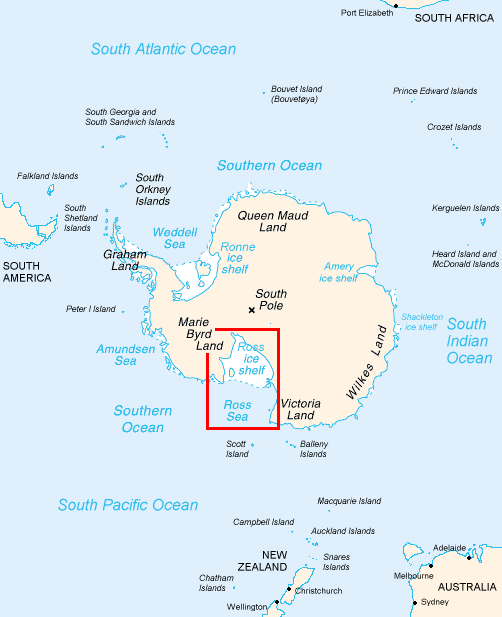
Карта Антарктиди. Червоним виділене Море Росса.

Ро́сса мо́ре — море, частина Південного океану біля берегів Антарктиди; врізається на близько 1,5 тисяч км між Східною і Західною Антарктидою. Назване на честь британського полярного дослідника Джеймса Росса.

## Загальні дані
Площа — 960 тисяч км², у тому числі 500—540 тисяч км² під Шельфовим льодовиком Росса.
Найбільша глибина — 2 972 м.
Середньорічна температура води на поверхні менше — 1 °C, солоність 33,75—34,4 ‰.
Припливи подобові до 1 м.
Фауна: тюлень Росса, тюлень Ведделла, тюлень-крабоїд, кити.

## Клімат
Майже вся акваторія моря лежить в антарктичному кліматичному поясі, відкриті північні частини моря — в субантарктичному. Над південною акваторією моря цілий рік переважає полярна повітряна маса. Сильні катабатичні вітри. Льодовий покрив цілорічний. Низькі температури повітря цілий рік. Атмосферних опадів випадає недостатньо. Літо холодне, зима порівняно м'яка. Над північною відкритою частиною моря взимку дмуть вітри з континенту, що висушують і заморожують усе навкруги; влітку морські прохолодні західні вітри розганяють морську кригу, погіршують погоду.

## Острови
Бофорта, Франкліна, Росса.

## Антарктичні наукові станції
Мак-Мердо (США) і Скотт (Нова Зеландія).

## Біологія
Акваторія моря утворює окремий морський екорегіон Море Росса південноокеанічної зоогеографічної провінції. У зоогеографічному відношенні донна фауна континентального шельфу й острівних мілин до глибини 200 м відноситься до антарктичної циркумполярної області антарктичної зони.